# Gianluca Nicoletti
Gianluca Nicoletti (Perugia, 17 agosto 1954) è un giornalista, scrittore, conduttore radiofonico e autore televisivo italiano, attualmente speaker di Radio 24 ed editorialista de La Stampa.

## Biografia

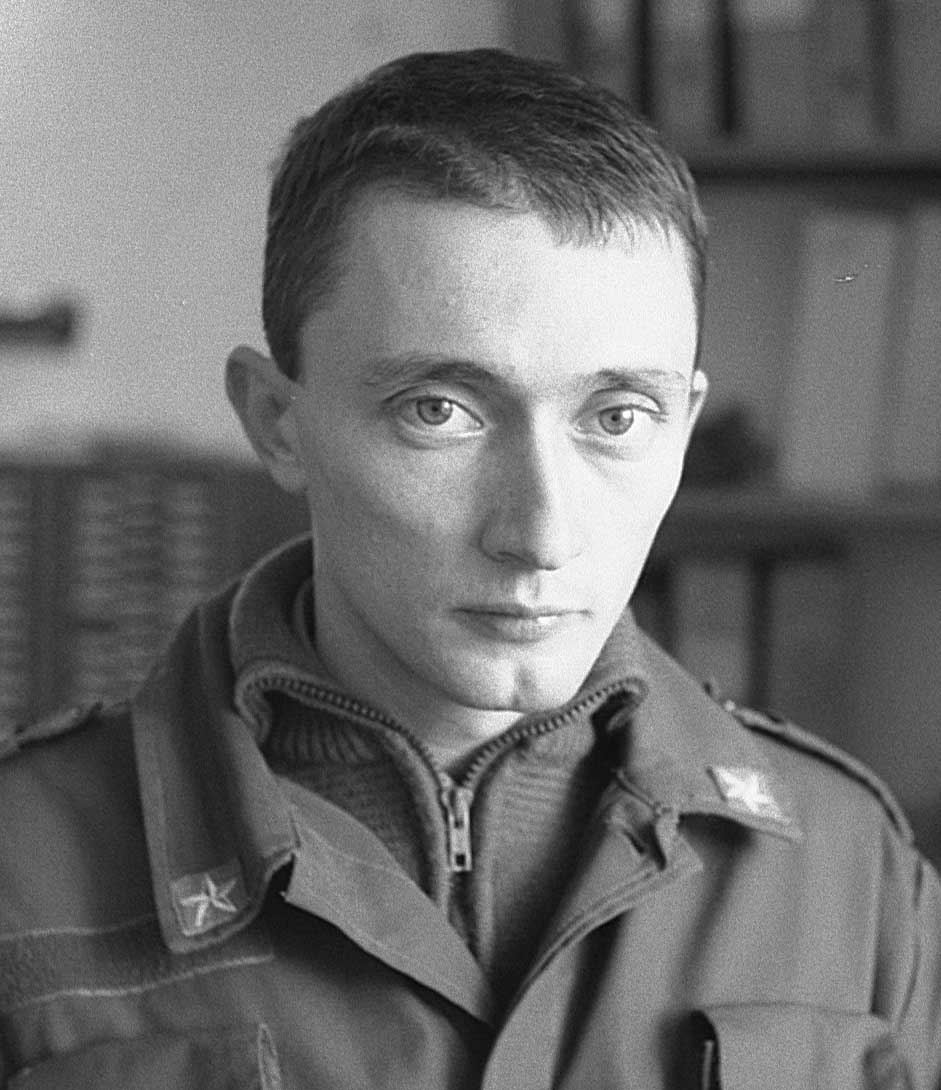
Gianluca Nicoletti durante il servizio militare

### Attività radiofonica
Gianluca Nicoletti comincia a lavorare alla RAI nel 1983. Dal 1994 è iscritto come giornalista professionista all'Ordine dei Giornalisti del Lazio. Nel 1995 è assunto al Giornale Radio, dove è stato inviato speciale fino al 1999 e successivamente capostruttura alla Divisione Radiofonia per il settore dedicato all'innovazione "Sviluppo Prodotti Multimediali". In quel ruolo dirige la startup per il primo portale Internet dinamico della Rai.
Dal 1983 al 1994 ha collaborato come inviato alla trasmissione radiofonica Radiodue 3131, dove ideò uno "studio mobile" girando quindi con esso tutta l'Italia per tre edizioni. In tre delle edizioni successive ha invece condotto il programma.
Nel 1992 è stato autore e conduttore del magazine settimanale Qui lo dico e qui lo nego in onda su Radio 2 dove, nel 1994, ha condotto la trasmissione Vipera.
Per undici anni, dal 1993 al 2004, ha condotto la trasmissione Golem: idoli e televisioni, incentrata su temi riguardanti la televisione e l'attualità analizzata attraverso il mondo dei media. Già nel 1993 Golem ha aperto una propria pagina su internet. La trasmissione ha vinto vari premi (Premiolino 1997, Saint Vincent 1998, menzione speciale al Prix Italia 1998, Forte dei Marmi 1999 e Guidarello 2000).
Dopo aver lasciato la Rai nel dicembre 2004, Nicoletti è approdato a Radio 24, dove dal 2005 è autore e conduttore della trasmissione radiofonica Melog 2.0. Per la stessa radio nel 2005 ha condotto anche la trasmissione Il volto e l'anima.
Nel 2010 ha ideato per Radio 24 il programma Corpi (racconti di Cristina Cattaneo medico legale) e La guardiana del faro con Barbara Alberti.
Da settembre 2014 ha ideato e condotto per Radio 24 il programma Il treno va.
Nell'ottobre 2012 viene insignito del premio Cuffie D'Oro Lelio Luttazzi nella categoria "One Man One Voice" con la seguente motivazione:
"È una delle voci più conosciute tra gli intellettuali italiani. Vanta il piacevole dono dell'imprevedibilità e dell'uso sapiente della parola. Fine scrittore, critico televisivo e fustigatore di costumi, Gianluca rappresenta un'eccellenza della radio italiana."
Dal 2024 conduce, sempre su Radio 24 il programma "La nave va" in onda ogni sabato sull'emittente alle 14:00. Continua invece a condurre dal lunedì al venerdì il programma "Melog" dalle 12:10. 

### Attività televisiva
Ha collaborato con vari programmi televisivi delle reti RAI: del 1995 Uno più uno e Mediamente (laboratorio televisivo multimediale), in onda su Rai 1. Durante lo stesso anno è stato autore e conduttore della rubrica Parola in TV di Videosapere e ha realizzato lo speciale Telesogni di notte con Gianni Ippoliti. Dall'ottobre al febbraio 1996 è stato autore e conduttore del programma di Rai 3 Niente da perdere dove, in forma di monologo, venivano analizzate immagini della televisione notturna. Da novembre a giugno 1996 è stato autore e conduttore di una nota settimanale di critica televisiva all'interno del programma TV Zone su Rai 2 e Raccolta differenziata, con tema principale l'analisi dei fenomeni televisivi. Su Rai 1 è stato conduttore e coautore della trasmissione La parte dell'occhio, programma sull'estetica televisiva. Nel 2004 ha condotto un'edizione di Conferenza stampa per le Tribune Politiche della Rai.
Nell'estate 2005 passa alle reti Mediaset per collaborare a Matrix di Canale 5, in onda da settembre. Nell'autunno del 2006 ha fatto parte della giuria della prima edizione del reality show La pupa e il secchione in onda su Italia 1. Nel 2010 ha curato la rubrica di News Mediaset Jekyll, in onda quotidianamente su Italia 1, commentando i fatti televisivi accaduti il giorno precedente.

### Attività giornalistica
- Dal gennaio 2005 è editorialista del quotidiano La Stampa.
- Nel 2009 e 2010 ha collaborato al mensile Wired
- Nel 2010 ha curato la rubrica La posta del cuore su Marie Claire.

### Attività teatrale
Per il teatro ha ideato la performance La macchina per entrare e uscire dal mondo, una pièce dove sul palcoscenico si costruisce un trasformatore di umani in avatar e viceversa, ovvero una scenografia che rappresenta un ambiente reale, una piazza metafisica con, ai due rispettivi estremi, due porte che si possano aprire e chiudere.
La scenografia in sintesi è un unico pannello diviso in tre aree, le due laterali dove le porte rappresentano la facciata esterna di un edificio – disegnata o fotoriprodotta sul legno della scena – mentre la parte centrale è bianca come uno schermo cinematografico. La parte mancante della scena viene integrata videoproiettando un ambiente virtuale tridimensionale interattivo che completa il quadro dell'edificio con altre due porte virtuali apribili.
Ogni attore o persona del pubblico può entrare da una porticina di legno come essere di carne e ossa e riuscire da quella proiettata come avatar continuando a dare la voce alla sua rappresentazione virtuale. Può essere fatto anche il percorso inverso "passando" da avatar a essere umano.
La macchina per entrare e uscire dal mondo ha esordito a Torino il 7 giugno 2008 e si è poi evoluta in La notte di Giano – rappresentata per la prima volta il 21 dicembre 2008 a Roma – con l'aggiunta di personaggi e musica dal vivo composta su testi di Nicoletti.

### Attività su internet
Dal 1999 al 2004 è stato direttore editoriale di Rai Net, l'internet company della Rai; ha curato lo start-up del portale internet della Rai e fondato la testata giornalistica on line Rainet news, di cui è stato anche direttore responsabile. Sempre in ambito Rai ha diretto la realizzazione di Rai Click, il portale Rai che mette a disposizione su internet trasmissioni televisive in streaming.
Lancia nel giugno 2009 la protesi vocale perenne, una proposta sperimentale di social networking utilizzante un sistema di messaggeria vocale.

### Attività musicale
Nel 2008 collabora con Frankie hi-nrg mc nel recital Mattatoy dell'album DePrimoMaggio. L'11 luglio 2009 Nicoletti ha pubblicato il suo primo disco intitolato Macchina per fughe domestiche, una raccolta di ballate in musica realizzata in collaborazione con i fratelli Riccardo e Francesca Alemanno. I temi dell'album si concentrano sui possibili metodi per fuggire dalla vita quotidiana.

### Attività cinematografica
Nel 2017 ha realizzato il film documentario Tommy e gli altri, con la regia di Massimiliano Sbrolla, in cui racconta di un viaggio in Italia, assieme al figlio, alla ricerca di famiglie con autistici adulti a carico. È stato trasmesso sui canali Sky da aprile 2017 ed è stato interamente autofinanziato e sostenuto attraverso crowdfunding. Nel 2018 il film è stato portato in tour nei licei italiani con il progetto didattico "Cervelli Ribelli" sostenuto dal Miur e Sky.
Nel 2020 è protagonista del docufilm Tommy e l'asta dei cervelli ribelli che racconta la storia del viaggio di Gianluca Nicoletti e suo figlio Tommy attraverso l’Italia, in un tour legato alla realizzazione dell'iniziativa Out of the Ordinary, un'asta con l'obiettivo di finanziare in parte un laboratorio creativo per "cervelli ribelli". Il film, scritto da Gianluca Nicoletti, con la regia di Massimiliano Sbrolla e la produzione esecutiva di Kulta srl, è andato per la prima volta in onda su Sky Arte il 2 aprile 2020, giornata mondiale per la consapevolezza sull'autismo.